# Мерилін Спірс Батлер
Ме́рилін Спірс Ба́тлер, Леді Ба́тлер, FRSA, FRSL, FBA (англ. Marilyn Speers Butler, до шлюбу — Е́ванс, англ. Evans; 11 лютого 1937 — 11 березня 2014) — британська літературна критикиня. Очолювала професуру імені короля Едуарда VII з англійської літератури у Кембриджському університеті, ректорка Ексетер-коледжу (1993—2004). Стала першою жінкою, що очолила один із коледжів Оксфорда і Кембриджа. Лауреатка премії Роуз Мері Кроушей (1973).

## Життєпис

### Раннє життя
Мерилін Спірс Еванс народилася 11 лютого 1937 року в Кумбі, південно-західне передмістя Лондона. Її батьком був журналіст сер Тревор Молдуїн Еванс, а матір'ю — Марґарет Спірс «Медж» Еванс (Margaret Speers «Madge» Evans; до шлюбу — Ґріббін, Gribbin). У віці двох років під час Другої світової війни вона разом із матір'ю та старшим братом була евакуйована до Нью-Кі, Уельс, де прожила до кінця війни. Вона здобула освіту у Вімблдонській середній школі та коледжі Святої Гільди в Оксфорді, який закінчила 1958 року з відзнакою з англійської мови. Свою кар'єру вона розпочала шкільною вчителькою, а 1960 року пішла працювати журналісткою у телерадіокомпанію «BBC». 1962 року Еванс вийшла заміж за Девіда Еджворта Батлера, і в сім'ї народилося троє синів.

### Наукова діяльність
На початку 1960-х років Мерилін Спірс Батлер залишила журналістику і повернулася до академічних кіл, захистивши докторську дисертацію в Оксфорді 1966 року. Вона отримала дослідницьку стипендію в коледжі Святої Гільди в Оксфорді. Серед її опублікованих праць — «Джейн Остін і війна ідей» (1975) та «Романтики, бунтівники і реакціонери» (1982). Значну частину своєї роботи вона присвятила творчості англо-ірландської письменниці-романтикині Марії Еджворт, родички її чоловіка. Батлер склала біографію Марії Еджворт та підготувала важливе видання зборів її творів для видавництва «Pickering & Chatto». У співпраці зі своєю золовкою Крістіною Колвін вона написала дві книги про Марію Еджворт, за які обидві дослідниці отримали премію Роуз Мері Кроушей 1973 року.
У 1986–1993 роках очолювала професуру імені короля Едуарда VII з англійської літератури в Кембриджському університеті, у 1993–2004 роках обіймала посаду ректорки Ексетер-коледжу при Оксфордському університеті.
У червні 2003 року удостоєна ступеня почесного доктора Відкритого університету. Була членкинею Британської академії.

### Пізні роки
Після того, як 2004 року Мерилін діагностували хворобу Альцгеймера, її здоров'я поступово погіршилося. Мерилін Спірс Батлер померла 11 березня 2014 року в Гедінгтонському будинку літніх людей в Оксфорді від ускладнень, викликаних інфекцією дихальних шляхів.

## Праці

### Оригінальні книжки
- «Марія Еджворт: Літературна біографія» (Maria Edgeworth: A Literary Biography, 1972)
- «Джейн Остін і війна ідей» (Jane Austen and the War of Ideas, 1975)
- «Павиний хвіст розпущено: Сатирик у своєму контексті» (Peacock Displayed: A Satirist in His Context, 1979)
- «Романтики, бунтівники і реакціонери: Англійська література у контексті 1760—1830 років» (Romantics, Rebels, and Reactionaries: English Literature and Its Background, 1760—1830, 1982)
- «Міти на мапі: Протитечі у британській поезії та історії культури XVIII століття» (Mapping Mythologies: Countercurrents in Eighteenth-Century British Poetry and Cultural History, 2015)

### Редакційні книжки
- Frankenstein: 1818 text (Oxford World's Classics, 1994, rpt 1998, 2008)